# Мартынковцы
Мартынковцы (укр. Мартинківці) — село в Городокском районе Хмельницкой области Украины.
Население по переписи 2001 года составляло 124 человека. Почтовый индекс — 32014. Телефонный код — 3251. Занимает площадь 0,537 км². Код КОАТУУ — 6821284203.

## Местный совет
32014, Хмельницкая обл., Городокский р-н, с. Куровка, ул. Грушевского, 63